# Colostygia wolfschlagerae
Colostygia wolfschlagerae är en fjärilsart som beskrevs av Rudolf Pinker 1953. Colostygia wolfschlagerae ingår i släktet Colostygia och familjen mätare. Inga underarter finns listade i Catalogue of Life.